# Assylschan Arystanbekowa
Assylschan Arystanbekowa (kasachisch Асылжан Арыстанбекова, engl. Transkription Asylzhan Arystanbekova; * 1. März 2006) ist eine kasachische Tennisspielerin.

## Karriere
Arystanbekowa spielt vorrangig auf der ITF Women’s World Tennis Tour, wo sie drei Titel im Doppel gewinnen konnte.
2022 erhielt sie im Juli sowohl für das Einzel als auch zusammen mit Aija Nupbai für das Doppel des mit 60.000 US-Dollar dotierten President’s Cup eine Wildcard, die sie aber in beiden Wettbewerben nicht nutzen konnte und bereits jeweils in der ersten Runde verlor.
2023 erhielt sie im März mit Aija Nupbai sowohl für das Hauptfeld der BeeTV Women’s 40 als auch der BeeTV Women’s II 2023 eine Wildcard, die sie aber in beiden Turnieren nicht nutzen konnten und jeweils in der ersten Runde verloren. Im August konnte sie dann zusammen mit Sandughasch Kenschibajewa den Doppeltitel des W15 in Öskemen gewinnen.

## Turniersiege

### Doppel
| Nr. | Datum           | Turnier   | Kategorie | Belag     | Partnerin                 | Finalgegnerinnen                        | Ergebnis          |
| --- | --------------- | --------- | --------- | --------- | ------------------------- | --------------------------------------- | ----------------- |
| 1.  | 12. August 2023 | Öskemen   | ITF W15   | Hartplatz | Sandughasch Kenschibajewa | Aglaya Fedorova Jelisaweta Schebekina   | 6:4, 6:3          |
| 2.  | 20. April 2024  | Schymkent | ITF W15   | Sand      | Sandughasch Kenschibajewa | Irene Lavino Haine Ogata                | 6:4, 6:4          |
| 3.  | 9. August 2025  | Astana    | ITF W15   | Hartplatz | Ingkar Dyussebay          | Jekaterina Chairutdinowa Hanna Kubarawa | 6:73, 6:4, [10:3] |